# Remedellocultuur
De Remedellocultuur is een archeologische cultuur van de kopertijd (3e millennium v.Chr.) in Noord-Italië, genoemd naar Remedello Sotto, een grafveld bij Remedello, 25 km ten zuidoosten van Brescia. Het verspreidingsgebied van de cultuur lag in de Povlakte en de Alpen. Meer dan 100 hurkgraven werden gevonden, met grafgiften van koper en aardewerk en kralen van speksteen. Nederzettingen van de Remedellocultuur zijn nog niet gevonden, en tot de ontdekking van de gletsjermummie Ötzi was er weinig bekend over de cultuur. 
De cultuur manifesteert zich op begraafplaatsen (Forli, Remedello Sotto), standbeeldmenhirs (Latsch, Groppoli), rotstekeningen (Mont Bégo, Cemmo) en in de inventaris van de gletsjerman. De materiële cultuur bestond uit koperen bijlen, aardewerk, vuurstenen dolken en koperen dolken ("Remedello-type"), waarbij vuurstenen dolken de leidraad van de cultuur zijn. Afbeeldingen van Remedello-dolken zijn overal in de Alpen te vinden op rotstekeningen en menhirs. Vuurstenen dolken van de Remedellocultuur werden ook gevonden ten noorden van de Alpen, en in rijke graven van Zuid-Italiaanse kopertijdculturen. 

## Typesite
De Remedellocultuur is vernoemd naar het grafveld van Remedello Sotto, 25 km ten zuidoosten van Brescia. Deze werd ontdekt in 1884 bij het planten van een wijngaard, waarbij 60-100 urnengraven werden vernietigd. Een deel van de inhoud trok de aandacht van het Museum van Reggio Emilia, dat in 1885 een eerste opgravingscampagne uitvoerde. Het onderzoek duurde tot het begin van de 20e eeuw, en opnieuw in de jaren 70 door O. Cornaggia Castiglioni. Na hernieuwde oppervlaktevondsten voerde L.H. Barfield verdere opgravingscampagnes uit in 1986 en 1986. In de ongeveer 500 m lange necropolis zijn begravingen van de kopertijd tot de Etruskische periode aangetoond.
Na de ontdekking van de Remedello Sotto-necropolis werd de "Remedellocultuur" gedefinieerd als kopertijdcultuur. De cultuur kon in die tijd vanwege het gebrek aan nederzettingen niet goed gedefinieerd worden, maar er werden meerdere vondsten met Remedello-dolken in Noord-Italië aan toegeschreven. Pas met de ontdekking van Ötzi in 1991, wiens bijl en pijlpunten werden toegewezen aan de Remedellocultuur, manifesteerde de cultuur zich nauwkeuriger. Bij deze gelegenheid werden de eerste graven van de nekropolis van Remedello Sotto radiokoolstof-gedateerd, wat hun datering in de kopertijd bevestigde.

## Chronologie
De Marinis (2013) verdeelde de Remedellocultuur in twee periodes:
- Remedello I: 3400–2800 v.Chr (vroege kopertijd);
- Remedello II: 2900-2500 v.Chr (ontwikkelde kopertijd).

Tussen 2500 en 2200 v.Chr. migreerden groepen van de klokbekercultuur naar de noordelijke Po-vlakte en maakten een einde aan de Remedellocultuur.

## Materiële cultuur
Aangezien er geen nederzettingen kunnen worden toegeschreven aan de Remedellocultuur, wordt deze uitsluitend bepaald door de materiële cultuur. Door de opgraving van de grotendeels ongestoorde necropolis van Cilletta dei Passeri (Forlì) kon meer informatie over de grafcomplexen worden verkregen. Vuurstenen artefacten werden vaker gevonden in de graven van mannen en jongeren, en bijna elk graf ging vergezeld van een aardewerken vat aan de voeten van de overledene.

### Remedello-dolken
Hoewel er maar een paar Remedello-dolken zijn gevonden, zijn ze waarschijnlijk het meest kenmerkende artefact van de Remedellocultuur. Ze zijn gemaakt van arseenkoper, en werden verder gehard door koud smeden. Ze hebben een rechthoekige tong en zijn driehoekig. 

### Vuurstenen dolken
Vuurstenen dolken werden tijdens de opgravingen van de Remedello Sotto-necropolis in bijna elke tombe gevonden, en ze spelen een belangrijke rol in de context van begrafenissen. De dolken zijn aan beide zijden gehamerd en worden verdeeld in die met een grijptong en die zonder grijptong. Hun kwaliteit is uitzonderlijk goed en ze doen in geen enkel opzicht onder voor de koperen Remedello-dolken.

### Koperen bijlen
Er zijn verschillende koperen bijlen gevonden in de context van de Remedellocultuur. Ze zijn zonder uitzondering gemaakt van gedegen koper, met kleine hoeveelheden arseen en zilver. Typologisch verschillen ze weinig van andere neolithische koperen bijlen, er zijn ook verbindingen met de Balaton-Lasinjacultuur te zien, en de bijl van Ötzi kan ook typologisch worden verbonden met de bijlen van de Remedellocultuur. Alle koperen bijlen van de Remedellocultuur zijn overigens van slechte kwaliteit, wat mogelijk te wijten is aan de jonge kopermetallurgie in de regio.

### Zilveren artefacten
Zeer zelden werden er ook zilveren artefacten gevonden in grafcomplexen van de Remedellocultuur. In de necropolis van Remedello Sotto was dit een naald, in de necropolis van Cilletta dei Passeri een diadeem. Deze objecten worden gezien als statussymbolen.

### Groenstenen wapens
Er zijn verschillende groenstenen bijlen en messen gevonden in de context van begrafenissen van de Remedellocultuur. Bijna allemaal hebben ze sterke gebruikssporen en zijn erg klein.

### Pijlpunten
Vooral bij begrafenissen van mannen en jongeren werden vaak pijlpunten van vuursteen gevonden.

### Aardewerk
Vanwege het ontbreken van nederzettingen wordt slechts zelden aardewerk gevonden. Het gevonden aardewerk bestaat meestal uit kegelvormige vaten met licht gebogen randen.